# Karl-Heinz Seiffert
Karl-Heinz Seiffert (* 17. März 1945 in Berlin) ist ein deutscher Jurist und ehemaliger Richter am Bundesgerichtshof.

## Leben
Seiffert begann seine juristische Karriere nach Studium und Referendariat in Baden-Württemberg als Richter auf Probe am Landgericht Stuttgart in einer Zivilkammer. Hiernach war er am Amtsgericht Stuttgart-Bad Cannstatt als Richter tätig, um 1976 als Staatsanwalt zum Beamten auf Lebenszeit ernannt zu werden. 1979 wurde er Richter am Landgericht Stuttgart. 1984 bis 1986 wurde Seiffert als wissenschaftlicher Mitarbeiter an den Bundesgerichtshof abgeordnet. Es folgte eine halbjährige Abordnung an das Oberlandesgericht Stuttgart. 1988 wurde er Richter am Oberlandesgericht Stuttgart und gehörte dort einem mit Versicherungsrecht befassten Senat an. Er wurde 1995 Richter am Bundesgerichtshof und gehörte dort dem unter anderem mit Versicherungsrecht befassten IV. Zivilsenat an. Neun Jahre war er am Bundesgerichtshof stellvertretender Vorsitzender des IV. Senats, 1997 bis 2003 Mitglied des Senats für Notarsachen, 2001 bis 2010 Mitglied des Präsidiums des Bundesgerichtshofs und zweieinhalb Jahre nichtständiger Beisitzer am Dienstgericht des Bundes. Am 31. März 2010 trat Karl-Heinz Seiffert in den Ruhestand.